# هنري غيتس
هنري غيتس هو سياسي كندي، ولد في 1790، وتوفي في 3 نوفمبر 1847. انتخب عضو مجلس نواب نوفا سكوتيا.